# 群衆 (1941年の映画)
『群衆』（ぐんしゅう、原題: Meet John Doe）は、1941年のアメリカ映画。監督はフランク・キャプラ。

## 作品情報
フランク・キャプラと脚本家のロバート・リスキンが最後に手を組んだコメディ映画。でっちあげられた新聞のコラムから物語が展開する「草の根運動」をテーマにした映画である。
この映画は興行的にも大成功を収め、その年のアカデミー賞にノミネートされた。また、アメリカン・フィルム・インスティチュートが選ぶ「感動の映画ベスト100」では49位に選出されている。
公開の28年後である1969年に著作権登録を更新できなかったため、現在はアメリカにおいてはパブリックドメインになっている。
キャプラは最初からゲイリー・クーパーをジョン・ドウ役にするつもりであったが、クーパーは『オペラハット』ですでにキャプラ作品の主演を務めていたことや、ずっとバーバラ・スタンウィックとの共演を望んでいたため、映画の内容を知るまでもなく、この役のオファーを快く引き受けた。

## あらすじ
地方紙「ザ・ブレティン」は経営陣が刷新され、コラムニストのアン・ミッチェルは紙面の「合理化」を理由に解雇された社員の1人となったが、最後のコラムを書くよう指示される。激怒したアンは、社会の悪に抗議してクリスマスイブに自殺をすると脅かす架空の失業者「ジョン・ドウ」からの投書をでっち上げる。この手紙が読者の間でセンセーションを巻き起こし、同紙と競合する「ザ・クロニクル」紙が不正を疑い調査を開始すると、編集長のヘンリー・コネルはアンを再雇用するよう説得される。そのアンは、架空の人物ジョン・ドウを利用して新聞の販売部数を伸ばそうと画策する。アンとヘンリーは、自分が件の手紙を書いたと主張して新聞社に現れた多くの失業者の中から、元野球選手で故障した腕を治すのに金が必要だったジョン・ウィロビーをジョン・ドウ役に雇う。アンはドウの名前で一連の記事を書き始め、社会が困窮している人々を無視しているという元の手紙の主旨を詳細に書き綴る。
ウィロビーは50ドルと新品のスーツを貰い、そして浮浪者の友人「大佐」と一緒に贅沢なホテルのスイートルームに住むようになる。ラジオを通じてドウを全国的に有名にすることを提案したアンは、ブレティン紙の社長である D.B. ノートンから週100ドルの報酬でウィロビーのラジオ演説の原稿を書くことになる。一方、ジョンはクロニクル紙から、全てが売名行為であったことを認める代わりに5,000ドルを提示されるが、それを断り、アンが書いた演説を行う。その後、葛藤を覚えたウィロビーは逃走し、大佐と一緒に列車に乗りミルズビルに到着する。食堂にいる時、彼が「ジョン・ドゥ」であることが知られてしまい、市庁舎に連れて行かれ、バート・ハンソンと会う。ハンソンは、ドウの言葉に触発されて近所の人たちと「ジョン・ドウ・クラブ」を始めた経緯を説明する。
ジョン・ドウの考え方は国中に広がり、「より良い隣人になろう」という簡素なスローガンを掲げる広範な草の根運動に発展する。しかし、ノートンは密かにドウへの支持を彼自身の国政進出の際の支持に振り向けることを目論んでいる。全国のジョン・ドウ・クラブが参加するジョン・ドウ大会の開催が決まると、ノートンはミッチェルに、ウィロビーが新政党を立ち上げ、ノートンをその党の大統領候補として推薦する内容の演説原稿をウィロビーのために書くよう指示する。大会の夜、「ジョン・ドウ哲学」を自ら信じるようになったジョンは、酔ったヘンリーからノートンの裏切りを知らされる。彼はノートンを非難し、大会でノートンの陰謀を暴露しようとするが、ドウが偽物であることを暴露するブレティン紙の号外を持った多くの新聞配達少年により彼の演説は中断されてしまう。ノートンは、ドウが、他の皆と同様に自分と新聞社のスタッフをも騙したと主張し、ドウが釈明出来ないようにスピーカーを切った。今や怒り狂ってしまった支持者たちを失望させたジョンは落胆し、元々のジョン・ドウの投書に書かれていたように、クリスマスイブに市庁舎の屋上から飛び降りて自殺しようとする。ジョンに恋をしたアンは、（初代ジョン・ドゥは人類のために既に死んでいると言いつつ）飛び降りるのを止めさせようと必死に説得し、ハンソンとその隣人たちはジョン・ドウ・クラブを再開する計画についてジョンに話す。ジョンは説得を受け入れ、気を失ったアンを両腕に抱えて立ち去る。ヘンリーはノートンに向かって「そこにいるのだな、ノートン！人々だ！舐めてみろ！」と言う。

## キャスト
- ゲイリー・クーパー：ジョン・ドウ
- バーバラ・スタンウィック：アン・ミッチェル
- エドワード・アーノルド：D.B.ノートン
- ウォルター・ブレナン：大佐
- スプリング・バイイントン：ヘンリー・コンネル
- ジーン・ロックハート：ロベット市長

## スタッフ
- 監督・製作：フランク・キャプラ
- 脚色：ロバート・リスキン
- 原作：リチャード・コンネル
- 編集：ダニエル・マンデル
- 音楽：ディミトリ・ティオムキン